# Abraham Janssens
Abraham Janssen(s) van Nuyssen (Antwerpen, ca. 1573 – aldaar, 1632) was een Vlaamse barokschilder. Om zich te onderscheiden van andere schilders met dezelfde naam noemde hij zich ook Abraham Janssens van Nuyssen. Hij was een leerling van Jan Snellinck.  Hij is vooral bekend om zijn grote religieuze en mythologische werken, die de invloed van Caravaggio verraden. Hij was de belangrijkste historieschilder in Vlaanderen vóór de terugkeer van Rubens uit Italië.

## Leven
Abraham Janssens werd geboren in Antwerpen als zoon van Jan Janssens en Roelofken van Huysen of Nuyssen. Er bestaat enige onzekerheid over zijn geboortejaar. Vroeger werd aangenomen dat hij geboren was in het jaar 1567, maar nu wordt meer algemeen aangenomen dat zijn geboortedatum 1575 was.

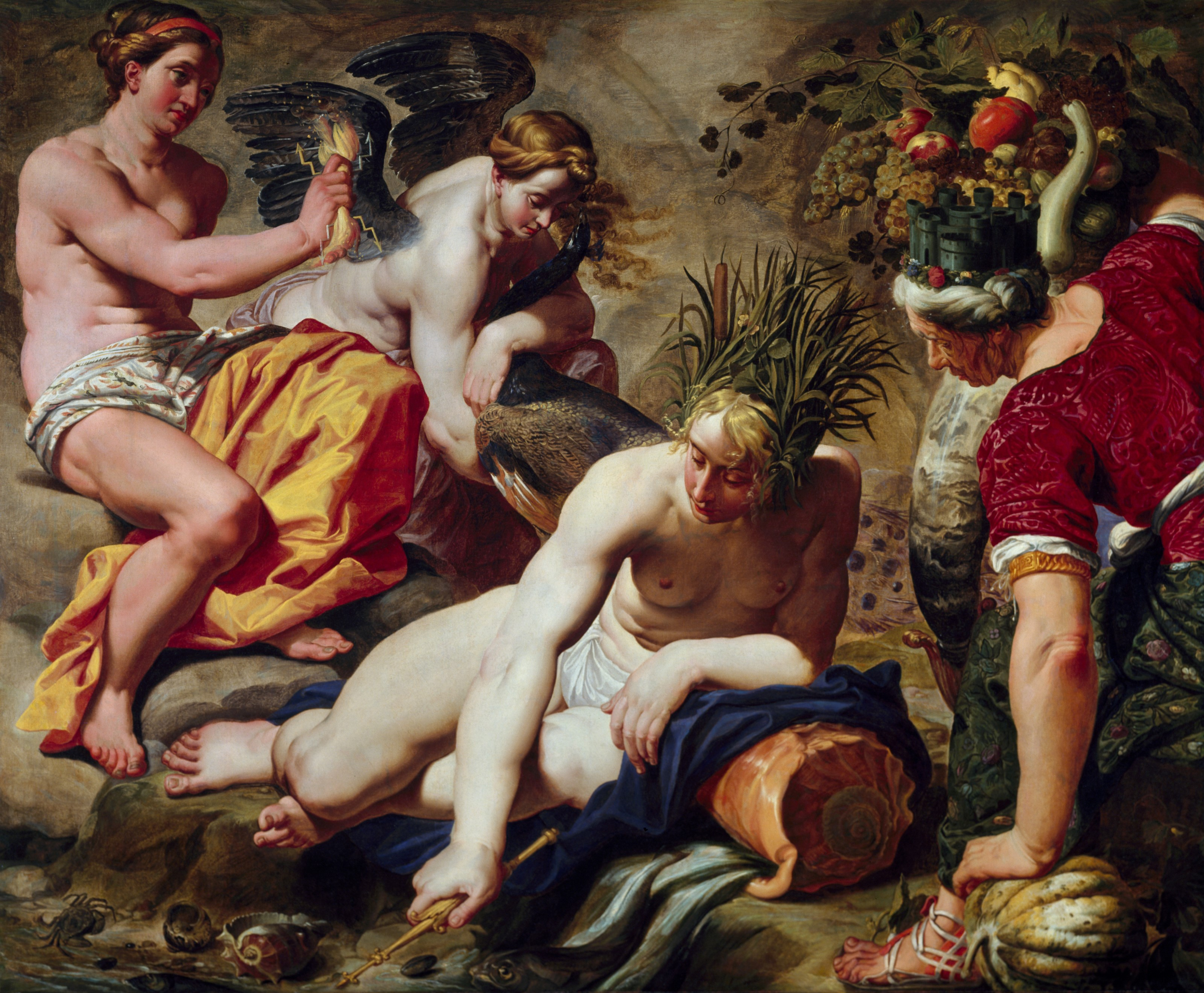
De Vier Elementen

Janssens studeerde bij Jan Snellinck en werd in 1585 ingeschreven als leerling in het plaatselijke Sint-Lucasgilde. Hij reisde naar Italië waar hij tussen 1597 en 1602 voornamelijk in Rome verbleef. Na zijn Romereis (1597 - ca. 1602) vestigde hij zich opnieuw in Antwerpen waar hij onmiddellijk een groot succes kende bij de burgerij door het gebruik van profane thema's. Hij huwde op 1 mei 1602 met Sarah Goetkint (overleden in Antwerpen op 7 april 1644) met wie hij 8 kinderen kreeg, van wie er vijf nog in leven waren op het moment van haar overlijden: Maria Anna, die ook schilder werd en trouwde met Jan Brueghel de Jonge, Sara, Catharina, Lucretia en Abraham II.
Latere werken zijn meer mythologisch en religieus van aard. Zijn voornaamste stijlkenmerken zijn de sculpturale vormgeving en dramatische lichtinval die sterk doet denken aan Caravaggio. Ook typisch zijn het gebruik van motieven uit de hoog-renaissance en de klassieke beeldhouwkunst die hij uitgebreid had bestudeerd in Italië. Zijn bekendste werken zijn 'Scaldis en Antverpia', 'Ecce Homo' en 'Lascivia'.

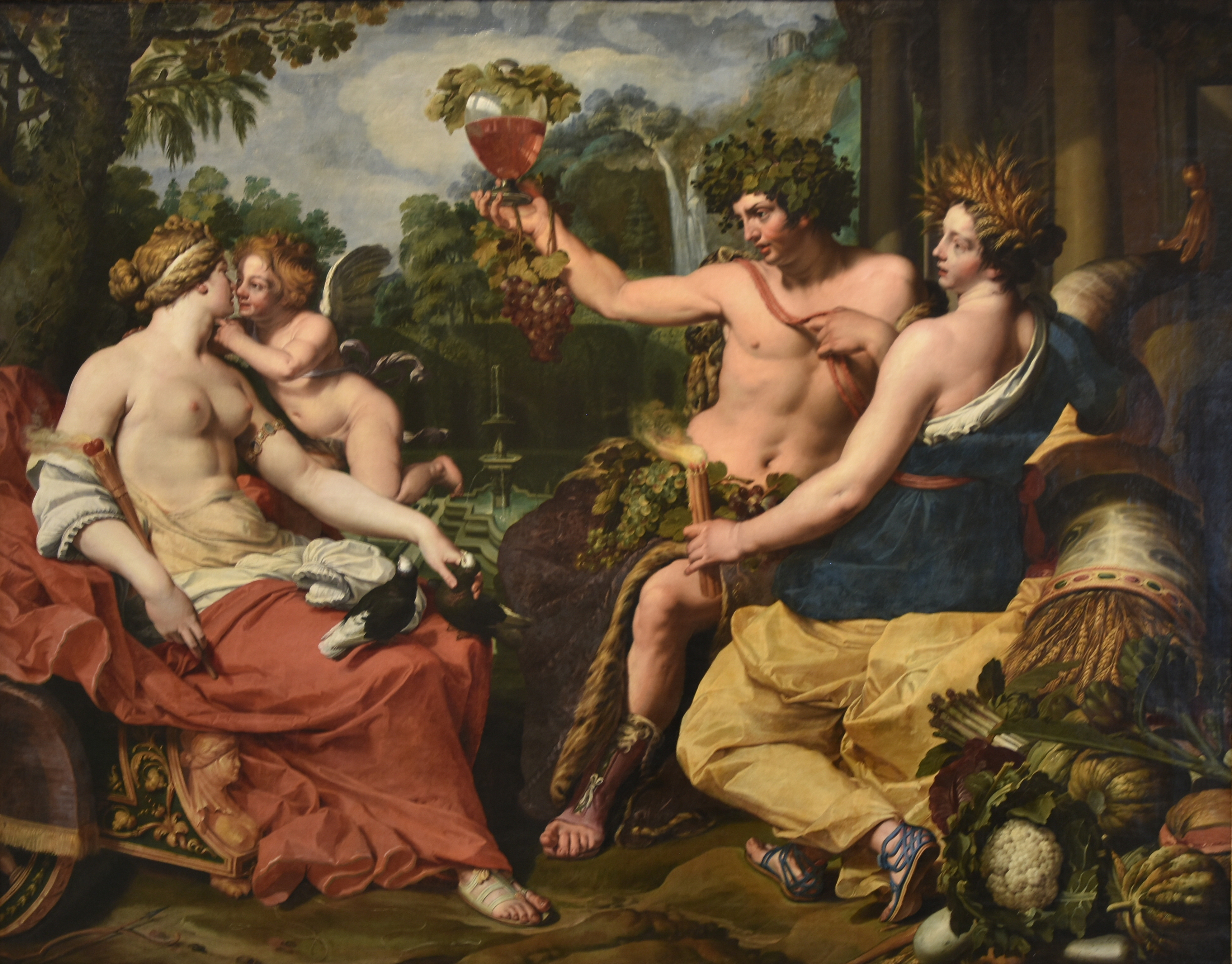
Cerus, Bacchus en Venus in het Noordbrabants Museum

De Sint-Pauluskerk (Antwerpen) bezit een schilderij van Abraham Janssen Van Nuyssen, genaamd "Christus bij Martha en Maria", net als de Sint-Pietersstiftkerk, de kerk van de Universiteit van Dowaai. Dit schilderij heet "De opstanding van Lazarus".
Gerard Seghers en Theodoor Rombouts waren leerlingen in zijn atelier.

## Cerus, Bacchus en Venus
Dit schilderij (zie afbeelding), met een mythologische achtergrond, toont Ceres god van de landbouw, Bacchus god van de wijn en Venus, godin van de liefde. Janssens verwijst hiermee naar het spreekwoord: Zonder Ceres en Bacchus bevriest Venus of Zonder eten en wijn bekoelt de liefde. 

## Lascivia
Via omwegen en een Brusselse kunsthandelaar geraakte dit schilderij (zie afbeelding) in het bezit van Herman Göring. In 1945 verhuisde het van Carinhall naar Berchtesgaden. Een gespecialiseerde eenheid van het Amerikaans leger vond het daar in 1945 terug.
Het schilderij stelt Lascivia voor (het staat geschreven op de band op haar borst): de wellust, wulpsheid of meer direct geilheid. De parende mussen op haar hand verwezen in die periode naar "vogelen", een verwijzing naar copulatie. In de woorden van Vondel stond mussen voor heet en geil van min.Het werk bevindt zich anno 2023 in het Oldmasters Museum te Brussel.

## Galerij

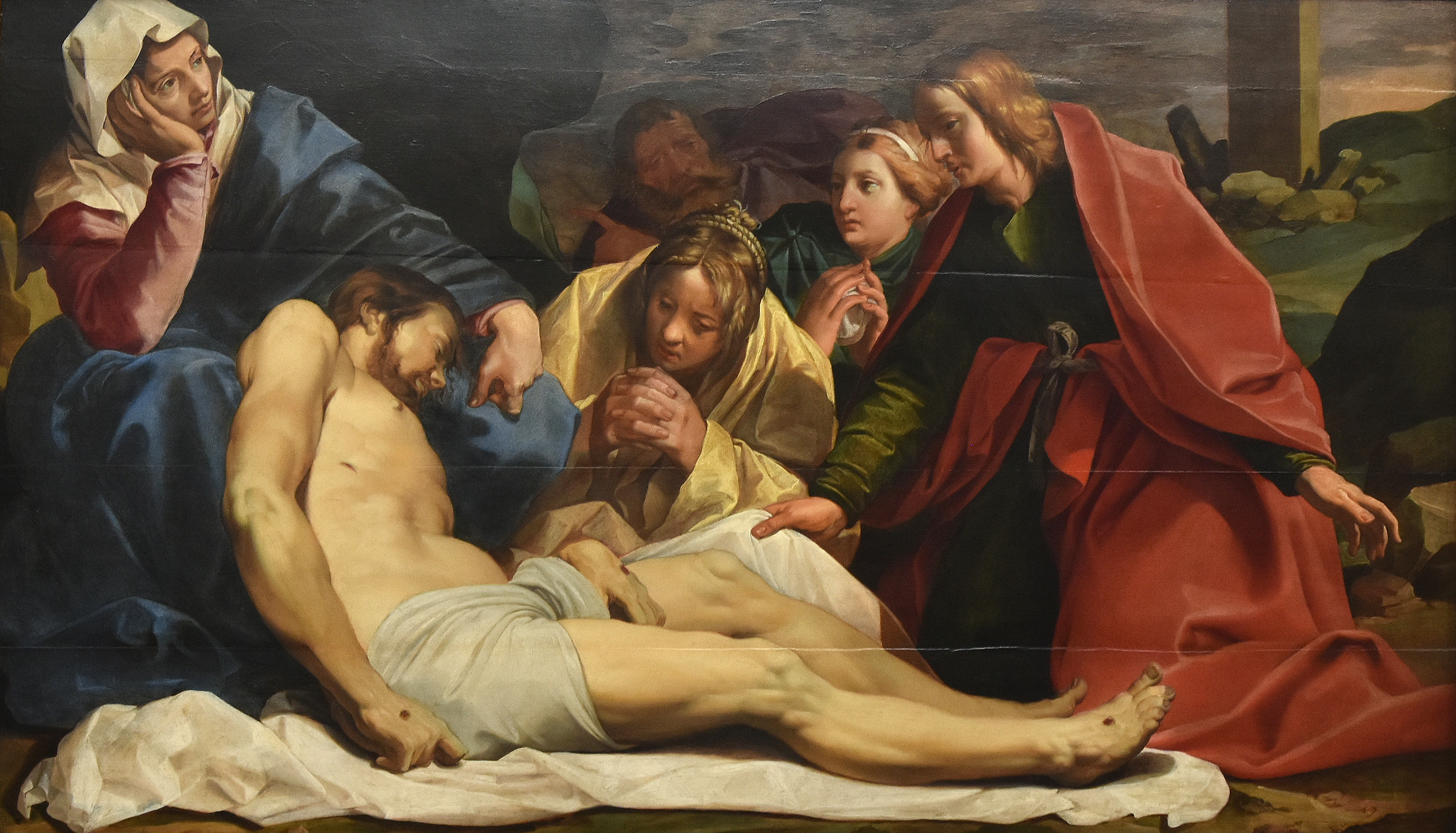
De bewening van Christus in de Sint-Janskerk (Mechelen)
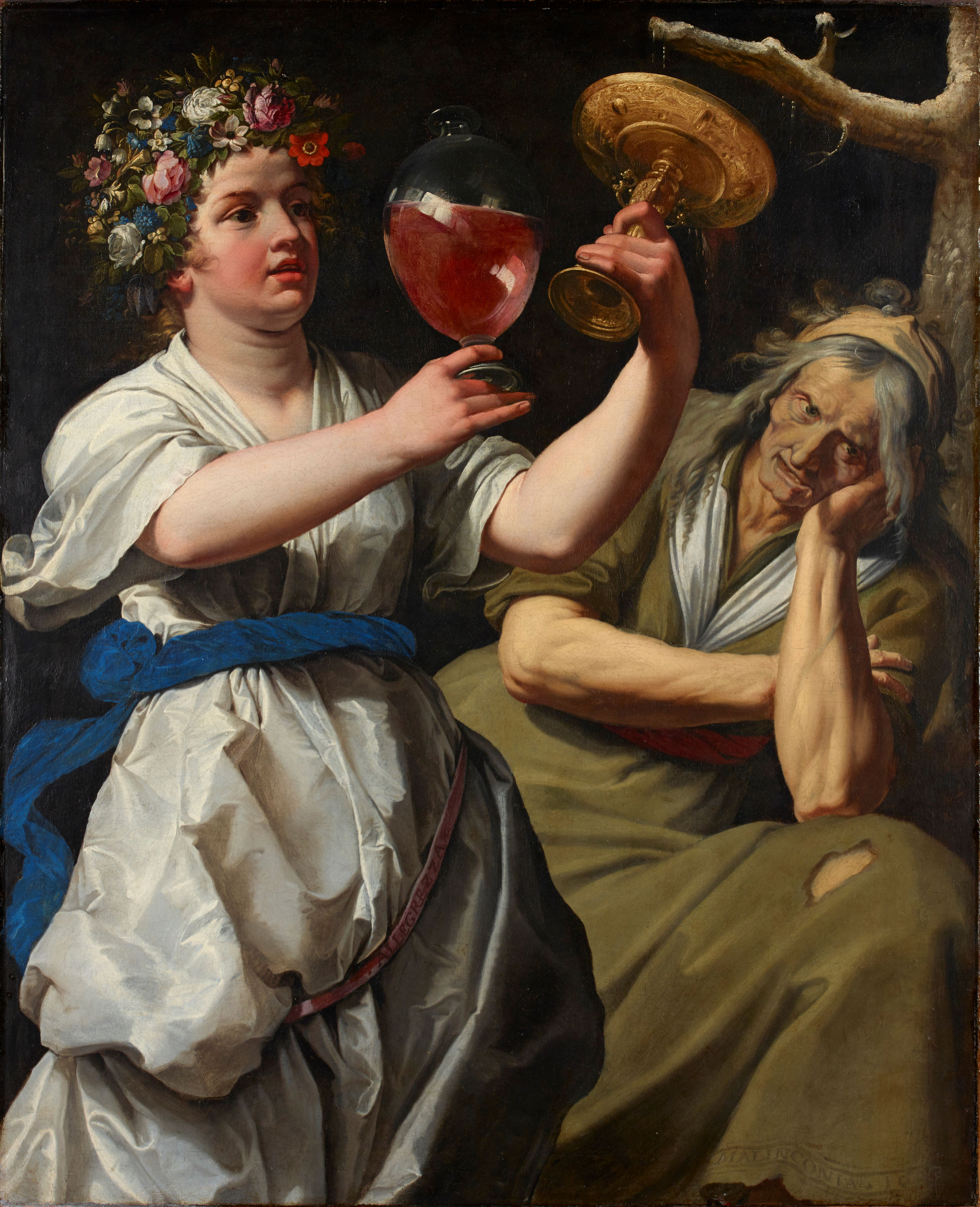
Allegorie van vreugde en melancholie in the Ashmolean Museum
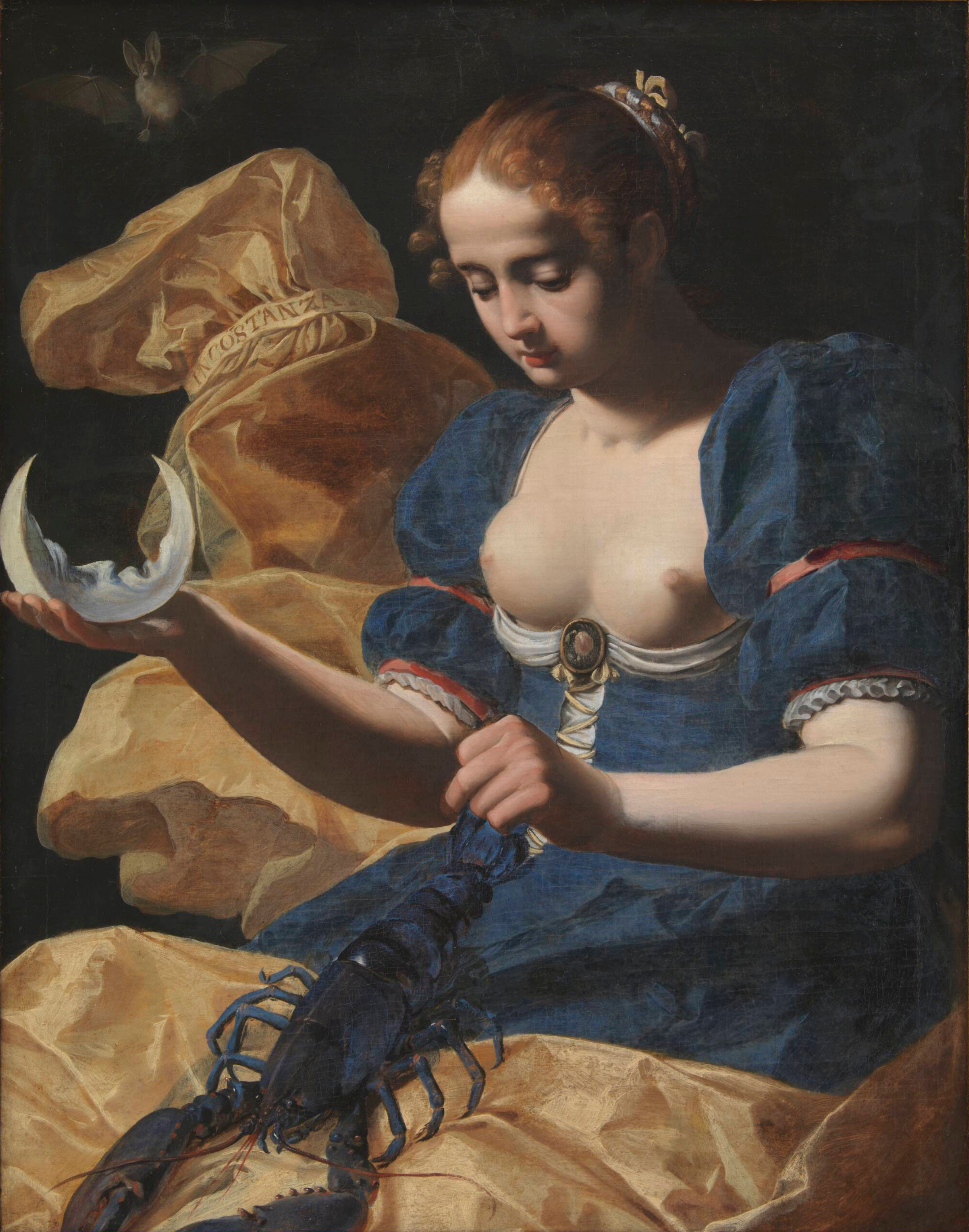
Allegorie op de wispelturigheid (1617) in het Statens Museum for Kunst
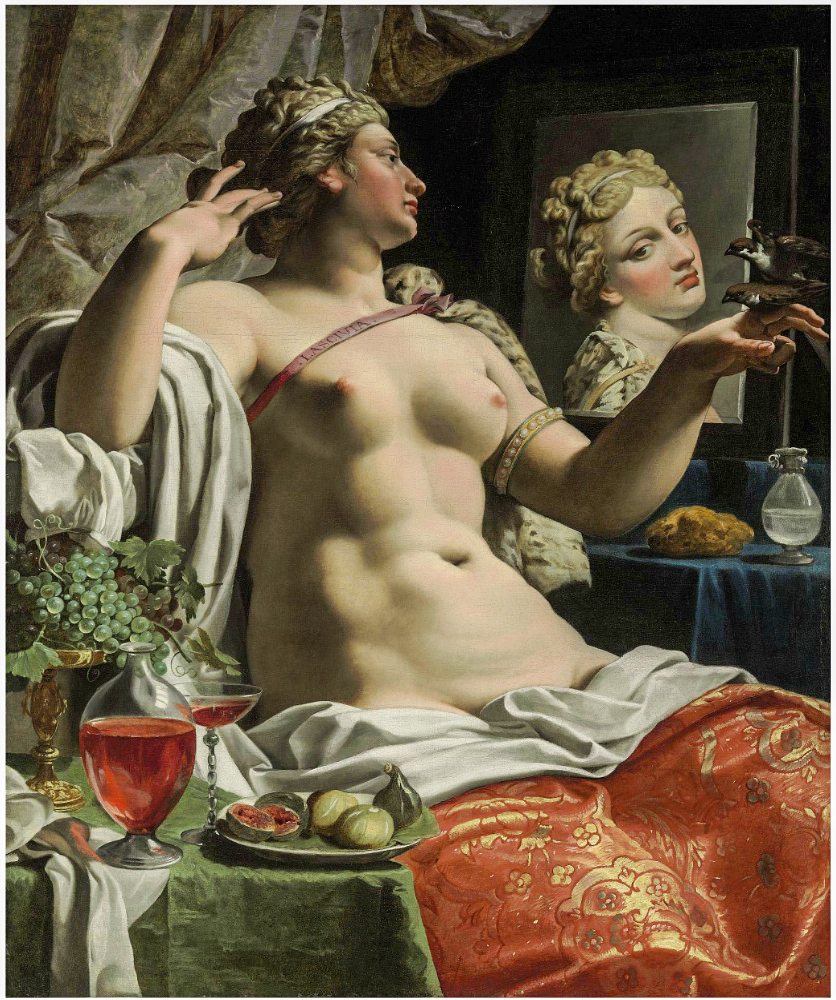
Lascivia